# 力冈
力冈（1926年—1997年2月），本名王桂荣，山东广饶人，中国作家协会会员，俄国文学翻译家，曾任安徽师范大学教授。

## 生平
1948年，力冈进入华东大学（现山东大学）学习。1949年被推荐到新华社山东总分社、《大众日报》社从事编辑工作。1950年进入哈尔滨外国语专门学校（现黑龙江大学）俄语专业学习。1953年从哈尔滨俄专毕业，被分配到安徽师范大学外语系任教。期间，在反右和文革中曾二次被打倒。在1978年至1997年近20年间，力冈共出版译著20余部，总字数达700余万。1997年2月，因肝癌在芜湖弋矶山医院逝世。

## 主要译著
- 《安娜·卡列尼娜》（上下）（俄国列夫·托尔斯泰）
- 《复活》（俄国列夫·托尔斯泰）
- 《静静的顿河》（四卷本）（苏联肖洛霍夫）
- 《当代英雄》（俄国莱蒙托夫）
- 《日瓦戈医生》（合译）（苏联帕斯捷尔纳克）
- 《猎人笔记》（俄国屠格涅夫）
- 《上尉的女儿》（俄国普希金）
- 《黑桃皇后》（合译）（俄国普希金）
- 《生活与命运》（又名《风雨人生》）（俄国瓦西里·格罗斯曼）
- 《爱的归宿》（苏联奥·冈察尔）
- 《儿时伙伴》（苏联阿列克谢耶夫（英语：Mikhail Alekseyev (writer)））
- 《野茫茫》（苏联巴巴耶夫斯基）
- 《查密莉雅》（合译）（苏联钦吉斯·艾特玛托夫）
- 《白轮船》（苏联钦吉斯·艾特玛托夫）
- 《艾特玛托夫小说选》（合译）（苏联钦吉斯·艾特玛托夫）
- 《风雨人生》（又名《生活与命运》）（苏联瓦里西·格罗斯曼）